# NGC 5093
NGC 5093 é uma galáxia espiral (Sa) localizada na direcção da constelação de Canes Venatici. Possui uma declinação de +40° 23' 11" e uma ascensão recta de 13 horas, 19 minutos e 37,8 segundos.
A galáxia NGC 5093 foi descoberta em 18 de Março de 1787 por William Herschel.